# Air Partner
La Air Partner PLC è un'azienda britannica quotata in borsa alla London Stock Exchange con sede a Gatwick (Londra) che si occupa di noleggio di jet privati e aerei commerciali.

## Storia
Air Partner è nata nel 1961 a Londra, all'interno del Terminal principale dell'aeroporto di Gatwick. Inizialmente, la società si occupava della formazione dedicata ai piloti militari che volevano riconvertirsi in piloti di linea, e, in seguito, aggiunse un servizio di taxi aereo. Nel 1983, fu presa la decisione di dedicarsi completamente all'attività di corriere aereo e, negli anni successivi, di specializzarsi come broker di private jet, jet commerciali e cargo.
Nel 1994 iniziò a espandersi nel mondo aprendo Air Partner France, la filiale di Parigi, e l'anno seguente completò il posizionamento alla Borsa di Londra. Nel 1997 apre la prima filiale negli Stati Uniti, in Florida, e in Germania. Nel 2002 vengono inaugurate le filiali di Dubai e Washington e, l'anno successivo, quella di Singapore.
Nel 2004 ottiene il Royal Warrant in qualità di fornitore ufficiale di voli per la corona britannica. Nello stesso periodo, apre gli uffici a Nuova Delhi. Nel 2005 vengono aperte filiali in Italia e a San Francisco. Dal 2008 Air Partner compensa le emissioni di CO2 per tutti i propri voli. Nel 2010, agli uffici già esistenti, si aggiungono quelli di Istanbul e Hong Kong.